# Scopula modesta
Scopula modesta är en fjärilsart som beskrevs av Moore 1887. Scopula modesta ingår i släktet Scopula och familjen mätare. Inga underarter finns listade.